# Marcelo Fernandes (Fußballspieler, 1971)
Marcelo Faria Fernandes (* 20. April 1971 in Santos) ist ein brasilianischer ehemaliger Fußballspieler und derzeitiger Fußballtrainer.

## Sportlicher Werdegang
Fernandes begann seine Profikarriere 1990 bei AA Portuguesa, ehe der Innenverteidiger im Folgejahr zum FC Santos wechselte. Hier stand er bis 1998 unter Vertrag, wurde aber mehrfach an andere Klubs verliehen. So lief er als Leihspieler für Rio Branco EC, Clube do Remo, Botafogo FC, América FC und Atlético Mineiro auf. 1999 kehrte er zu AA Portuguesa zurück, anschließend wechselte er kurzzeitig zum América FC. 2000 schloss er sich für eine Halbserie Criciúma EC an, dann ging es zu Joinville EC. Nach einem kurzen Aufenthalt bei Náutico Capibaribe 2001 schloss er sich für zwei Jahre Associação Portuguesa de Desportos an, ehe er 2003 bei ABC Natal seine aktive Laufbahn beendete.
2011 kehrte Fernandes als Trainerassistent zum FC Santos zurück. Nach der Entlassung von Enderson Moreira im März 2015 übernahm er zunächst interimistisch die Mannschaftsleitung und wurde später zum Cheftrainer befördert. Im Mai gewann er mit der Mannschaft um vorherige sowie spätere Europaprofis und brasilianische Nationalspieler wie Robinho, Ricardo Oliveira, Lucas Lima, Renato Dirnei Florencino, David Braz de Oliveira Filho und Gustavo Henrique Vernes im Elfmeterschießen gegen Palmeiras São Paulo die Staatsmeisterschaft von São Paulo. In der Folge blieb weiterer Erfolg jedoch aus, so dass im Juli Dorival Júnior als Cheftrainer verpflichtet wurde – Fernandes kehrte auf den Assistenzposten zurück. Nachdem er sich mit Dorival im September 2016 überworfen hatte, übernahm er zunächst andere Aufgaben und wechselte Anfang 2017 auf Leihbasis gemeinsam mit mehreren FC-Santos-Spielern zu AA Portuguesa zurück, wo er das Cheftraineramt übernahm. Nach seiner Rückkehr im Sommer 2017 war er unter Dorivals Nachfolger Levir Culpi wieder Trainerassistent.
Später war Fernandes bei Corinthians São Paulo im Funktionsteam der Reservemannschaft tätig, ehe er 2020 abermals als Assistent zum FC Santos zurückkehrte. Dabei erlebte er mehrere Trainerwechsel und arbeitete Jesualdo Ferreira, Alexi Stival, Ariel Holan, Fernando Diniz, Fábio Carille und Fabián Bustos zu. Mehrfach war er als Interimslösung bei Trainerwechseln sowie während der COVID-19-Pandemie krankheitsbedingten Abwesenheiten für die Mannschaft verantwortlich. Kurz nach der Entlassung von Bustos im Juli 2022 verließ er den Klub, zu dem er im August des folgenden Jahres als Unterstützung des neu verpflichteten Argentiniers Diego Aguirre zurückkehrte. Nach dessen Entlassung im September rückte er sum sechsten Mal als Interimslösung beim FC Santos auf.

## Erfolge

### Als Spieler
Remo
- Staatsmeisterschaft von Pará: 1994

### Als Trainer
Santos
- Staatsmeisterschaft von São Paulo: 2015